# 白鹤
白鶴（學名：Leucogeranus leucogeranus），又稱西伯利亞白鶴或雪鹤，是鶴科的成員之一。

## 外觀
白鶴是一種大型的水鳥，成鳥的站立身長可達1.4米，翼展可達2.1～2.6米，重逾4.6～8.6公斤，體重較丹頂鶴為重。站立時，渾身羽毛呈白色，修長的腳和面部呈紅色，長喙粗而直且呈深褐色。

### 幼鳥
幼鳥的頭和頸呈金褐色，而身體的其他部分則由褐色和白色的斑紋所組成，其叫聲像長笛。

### 成鳥
成鳥除小翼羽和初级飛羽為黑色外，一般全身都是呈純白色的，雄性的體型比雌性的稍大一點兒。在飛行的時候，頸和腳都會伸直，展開寬闊的翅膀並露出黑色的初級飛羽。

## 習性

### 居住與遷徙

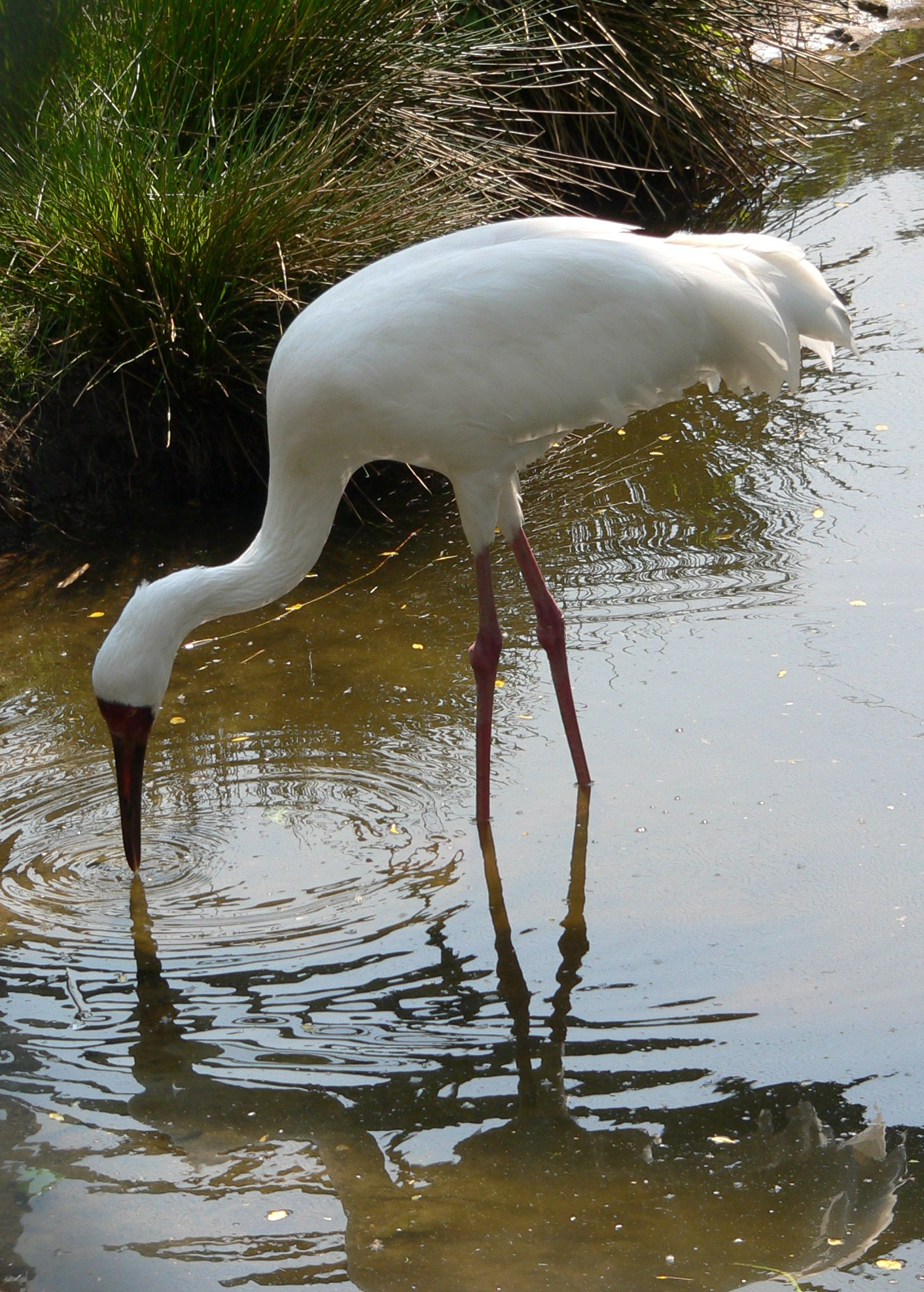
圈養的白鶴

白鹤是遷徙鳥和越冬鳥，在俄羅斯遠東地區的薩哈共和國和西伯利亞西部進行繁殖，而這是很長距離的遷徙。其東部的族群在中國的長江中下游過冬，中部族群在印度的凱奧拉德奧國家公園過冬，而西部的族群則在伊朗的费雷登·基纳尔和伊斯法罕過冬。

#### 原遷徙路線
群體概分東、西部兩大區域族群。遷徙距離長達5,000公里。白鹤原有东、中、西3条迁徙路线。2018年，国际鹤类基金会副主席吉姆·哈里斯接受采访时说：目前发现的白鹤均为东部种群。
- 東部遷徙路線：東部族群，春夏分布於俄羅斯東部的雅庫特，9月和10月在中国东北吉林省境内的莫莫格湿地停歇一个月左右，冬季時遷徙至中國江西省鄱陽湖度冬。[5][6]
- 西部遷徙路線：中部和西部迁徙路线都是从西伯利亚西部繁殖地开始，向南穿过俄罗斯。在哈萨克斯坦境内，向西沿着里海西岸，到費雷敦克納爾和伊斯法罕度冬。[5]
- 中部遷徙路線：从西伯利亚西部繁殖地开始，穿过乌兹别克斯坦，到达印度凱奧拉德奧國家公園度冬。[5]

### 食物來源與種類
白鶴雖然是雜食性的，但主要以植物為食。 在夏季，它們以多種植物為食，包括藜蘆（Veratrum missae）的根、岩高蘭的種子，以及小型嚙齒動物（旅鼠和田鼠）、蚯蚓和魚。 早期人們認為它們以魚類為主要食物，因為它們喙上有鋸齒狀邊緣，但後來的研究表明，它們在植被被雪覆蓋時才以動物為主食。 它們還吞下卵石和沙礫，以幫助攪碎食物。 在中國的越冬地，人們注意到它們在很大程度上以水草葉為食。 現在印度越冬的白鶴標本胃里，人們發現主要存在水生植物。 然而在圈養的白鶴甚至會取食甲蟲和鳥蛋。

### 交配與繁殖
白鶴於四月底五月初返回北極圈內的苔原地帶。 巢穴通常築於湖邊的被水包圍的沼澤地上。 大多數卵產於六月的第一周，此時苔原無雪。 通常一窩產兩個蛋，雌性在產下第二個蛋後將它們都孵化。 雄性在附近守衛。 卵大約在27至29天後孵化。 幼鳥大約需要80天長出羽毛。 由於幼鳥之間的攻擊，通常只有一隻幼鳥能夠存活。 因此每年的種群數量增幅不到10%，是鶴類中增幅最低的。 它們繁衍的成功率可能會進一步受到馴鹿的干擾，以及牧民的狗的干擾。

## 傳說與故事
日本傳說《白鶴報恩》，描述一隻白鶴誤入陷阱，被人所救，白鶴因此化為人類女子，以自身羽毛紡織出美麗錦織以報恩的故事。

## 生態保育

### 現存數量
對於白鹤的生存現存極大的爭議，很多人認為在不久的將來白鹤族群的數量會突然急遽減少。
- 1980年科研人员在江西省鄱阳湖发现91只白鹤，1981年在永修县吴城镇的湖上发现更大白鹤群。[5]
- 2012年10月，東部族群約估尚存3,639隻。西部族群世存量極稀少，一度被判定為「絕種」，同年僅目擊兩隻個體棲息在裏海北部的伏爾加三角洲處。
- 2014年12月11日，江西省召開第一屆「國際白鶴論壇」中發佈，近些年來，飛至鄱陽湖度冬之白鹤數量已達3,000隻左右，預估已佔全球白鹤總数98％。
- 2019年9月28日，江西省十三届人民代表大会常务委员会第十五次会议批准白鹤作为江西省“省鸟”。[12]

### 威脅與改變
印度的一些歷史記錄顯示過去有一定數目的白鹤曾在那裡過冬，而這數目不斷地減少，不久之後就會再也沒有鳥到那裡過冬。
西伯利亞白鹤是《非歐亞遷移性水鳥協定》（African-Eurasian Migratory Waterbird Agreement，AEWA）的協定記錄中所包括的水鳥之一。

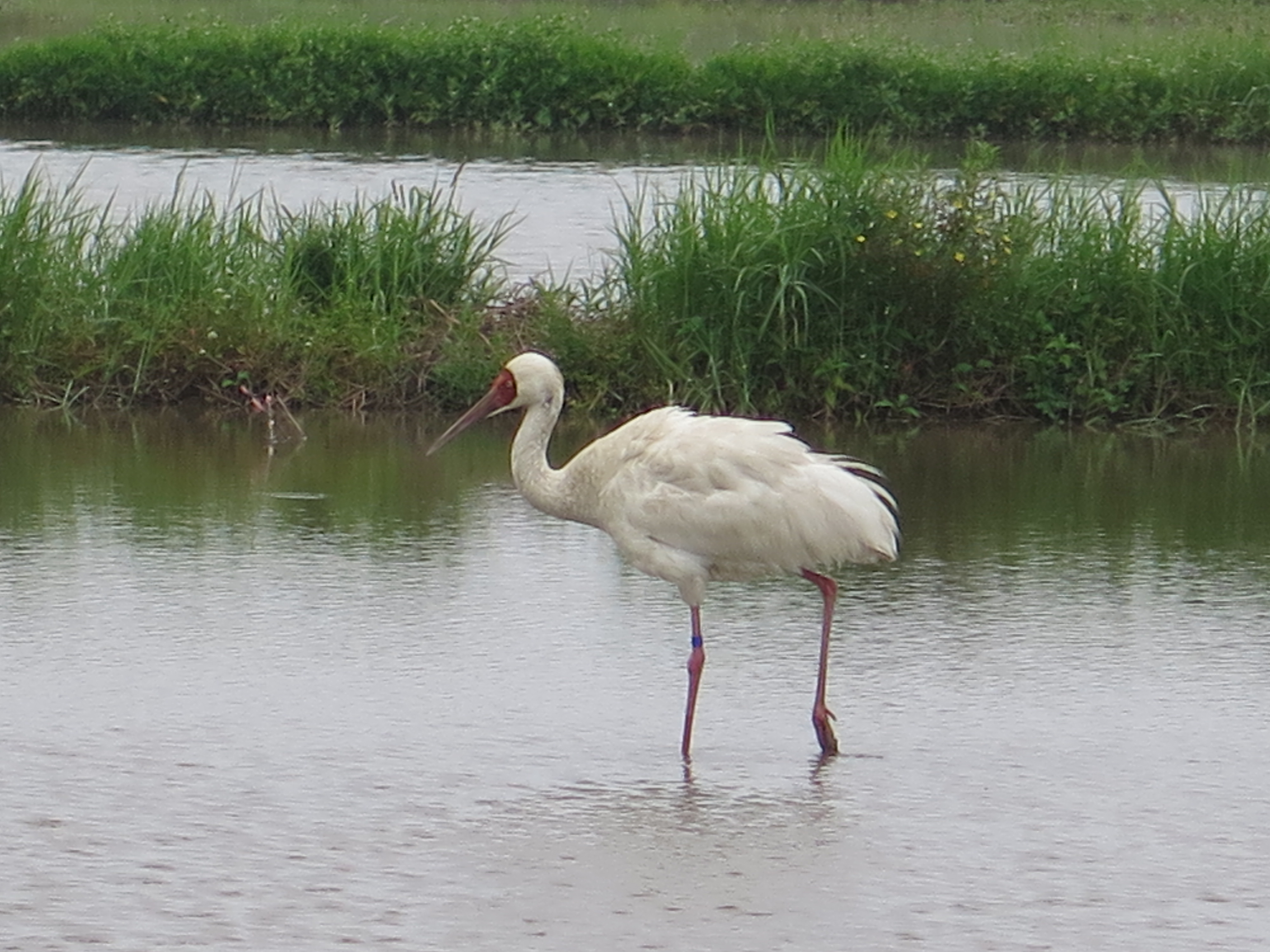
2016年5月金山小白鶴

### 迷鳥
2014年12月，臺灣彭佳嶼發現黃白相間的大鳥，為白鶴到台灣的首次紀錄。白鶴於三日後抵達臺灣本島，在臺灣新北市金山區清水濕地停留至2016年5月12日北返。
2015年12月18日，臺灣臺北市松山車站發現白鶴迷鳥，經鑑定為停留在金山區清水濕地的金山小白鶴，台北市動物保護處於當天帶回安置保護。
2016年5月，金山小白鶴飛離金山清水路，行蹤不明。

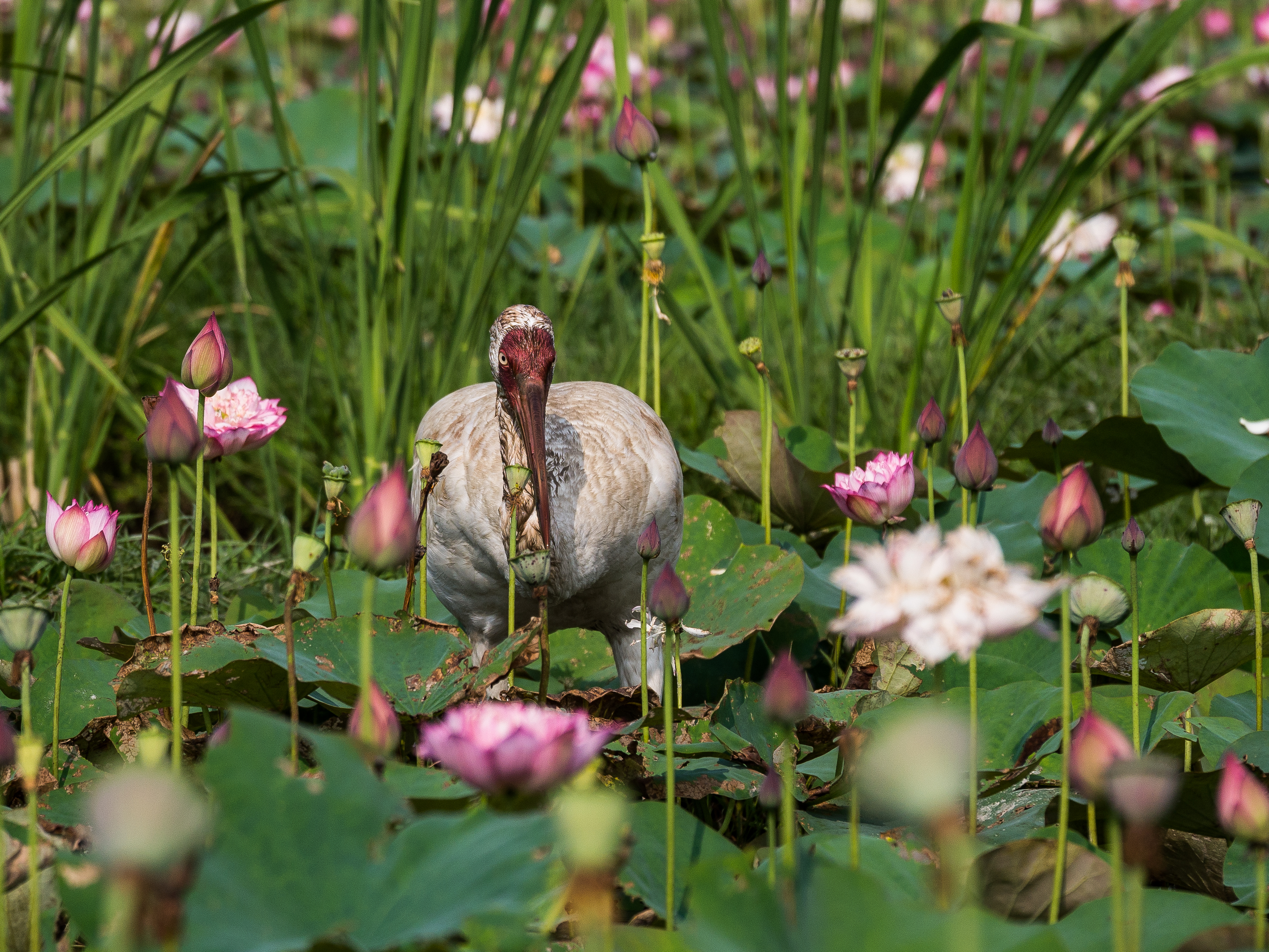
在台灣的金山小白鶴

## 外部連結
- International Crane Foundation's Siberian Crane page （页面存档备份，存于）
- BirdLife Species Factsheet （页面存档备份，存于）